# 格雷格·约翰逊
格雷格·约翰逊（英語：Greg Johnson，1971年3月16日—2019年7月7日），加拿大男子冰球运动员，场上位置是前锋。他曾代表加拿大国家队参加1994年冬季奥林匹克运动会冰球比赛，获得一枚银牌。